# Matt Boland
Matt Boland (* 28. September 1966 in Putnam, Connecticut) ist ein US-amerikanischer Schiedsrichter im Basketball, der seit dem Jahr 1999 in der NBA tätig ist. Er trägt die Uniform mit der Nummer 18.

## Karriere

### College-Basketball
Vor dem Einstieg in die professionellen Basketballwettbewerbe arbeitete er für vier Jahre als College-Basketballschiedsrichter u. a. in der Metro Atlantic Athletic Conference, Ivy League und Ohio Valley Conference.

### Continental Basketball Association
Zunächst arbeitete er für sieben Jahre als Schiedsrichter in der Continental Basketball Association.

### United States Basketball League
Im Anschluss für fünf Jahre in der United States Basketball League.

### National Basketball Association
Boland begann im Jahr 1999 seine NBA-Schiedsrichterlaufbahn beim Spiel der Boston Celtics gegen die Washington Wizards.
Zuvor war er zwei Jahre als Schiedsrichter in der NBA G-League und fünf Jahre in der Women’s National Basketball Association tätig.